# Občina Puconci
Občina Puconci je ena od občin v severovzhodni Republiki Sloveniji. Osrednje naselje so istoimenski Puconci.

## Naselja v občini
Beznovci, Bodonci, Bokrači, Brezovci, Dankovci, Dolina, Gorica, Kuštanovci, Lemerje, Mačkovci, Moščanci, Otovci, Pečarovci, Poznanovci, Predanovci, Prosečka vas, Puconci, Puževci, Strukovci, Šalamenci, Vadarci, Vaneča, Zenkovci

## Simboli
Simboli predstavljajo slogan, da Občina Puconci leži tam, kjer si Ravensko in Goričko podajata roki.
Zastava in grb sta pričela veljati 16. februarja 1998.
Prav tako pa je simbol občine Puconci tudi kitica iz narodne pesmi v prekmurščini. 
V našon kraji je lepou,

malo brejg je, malo dou,

s Sebeščana vidi se ravnica,

ge non valovi pšenica.

### Grb občine Puconci
Sestavljen je iz štirih barv:
- Nebo, kjer je žitni klas je zlato rumeno - predstavlja bogastvo rodovitnih polj.
- Oranžne barve sta sonce in žitni klas - simbolizira toplino pokrajine.
- Zelene barve so griči.
- Rdeče barve je jabolko, ki je tudi simbol prijateljstva, poudarja pa tudi močno razvito sadjarstvo, ki ima stoletno tradicijo.

### Zastava občine Puconci
Zastava je obešena vedno navpično, gledano od spredaj mora biti na levi strani rumena, na desni pa zelena barva. Vsaka barva zavzema polovico zastave. Vertikalna zastava ima razmerje širine proti višini 1 : 2. Na zgornji polovici zastave je grb.

### Praznik občine Puconci
Svoj praznik ima občina 13. oktobra. Tega dne leta 1781 je bil objavljen tolerančni patent, ki je osnova za enakopravno delovanje vseh cerkvenih skupnosti. V občini živijo namreč v sožitju in strpnosti prebivalci evangeličanske, katoliške in binkoštne veroizpovedi.